# Djimla
Djimla (em árabe: جيملة) é uma cidade e comuna localizada na província de Jijel, Argélia. De acordo com o censo de 2008, a população total da cidade era de 17 373 habitantes.